# BRDC International Trophy 1978
Il BRDC International Trophy 1978 (XXX BRDC International Trophy) fu una gara di Formula 1 non valida per il campionato del mondo. Si è corsa domenica 19 marzo 1978 sul Circuito di Silverstone. La gara è stata vinta dal finlandese Keke Rosberg su Theodore-Ford Cosworth; per il vincitore si trattò della prima vittoria in una gara di Formula 1. Per la Theodore fu l'unica come costruttore. Ha preceduto sul traguardo il brasiliano Emerson Fittipaldi su Fittipaldi-Ford Cosworth e il britannico Tony Trimmer su McLaren-Ford Cosworth. Fu l'unica gara non titolata disputata nel 1978.

## Vigilia

### Aspetti tecnici
Per la prima, e unica, volta venne utilizzato dalla Formula 1 il layout da 4.724 metri. La pista era stata da poco riasfaltata.
La Lotus portò all'esordio assoluto la 79, per il solo Mario Andretti. Anche la Shadow presentò per la prima volta la DN9. Alla gara partecipò la Theodore: talune fonti riportano la vettura come una Ralt, vista la collaborazione che la Theodore ottenne dal costruttore britannico.

### Aspetti sportivi
La gara tornò a essere dedicata a vetture di Formula 1, dopo che nel 1977 era stata riservata a vetture di Formula 2, visto che, nella solita alternanza fra circuiti, nel 1978 era il turno del Circuito di Brands Hatch nell'ospitare il mondiale di Formula 1. Questa fu comunque l'ultima edizione della gara a essere corsa da vetture della massima serie.
La gara si posizionò tra il Gran Premio del Sudafrica e il Gran Premio di Long Beach e fu, di fatto, la prima gara di F1 svolta in Europa nella stagione 1978, anche se non valida per il campionato.
L'evento era dotato di un montepremi di 100.000 sterline.

## Piloti e team
Solo la Lotus, la Shadow e la Hesketh presentarono due piloti: quest'ultima portò Divina Galica e Derek Daly (all'esordio assoluto in F1) e non Eddie Cheever, impiegato nel Gran Premio del Sudafrica. Tra le principali scuderie non parteciparono all'evento la Ferrari, la Ligier, la Williams e la Wolf.
I seguenti piloti e costruttori vennero iscritti alla gara:
| Team                           | Telaio                          | Gomme | Nr.            | Pilota             |
| ------------------------------ | ------------------------------- | ----- | -------------- | ------------------ |
| Parmalat Racing Team           | Brabham BT46-Alfa Romeo         | G     | 1              | Niki Lauda         |
| Elf Team Tyrrell               | Tyrrell 008-Ford Cosworth DFV   | G     | 3              | Patrick Depailler  |
| John Player Team Lotus         | Lotus 79-Ford Cosworth DFV      | G     | 5              | Mario Andretti     |
| John Player Team Lotus         | Lotus 78-Ford Cosworth DFV      | G     | 6              | Ronnie Peterson    |
| Marlboro Team McLaren          | McLaren M26-Ford Cosworth DFV   | G     | 7              | James Hunt         |
| Fittipaldi Automotive          | Fittipaldi F5-Ford Cosworth DFV | G     | 14             | Emerson Fittipaldi |
| Shadow Cars                    | Shadow DN9-Ford Cosworth DFV    | G     | 16             | Hans-Joachim Stuck |
| Shadow Cars                    | Shadow DN9-Ford Cosworth DFV    | G     | 17             | Clay Regazzoni     |
| Durex Team Surtees             | Surtees TS19-Ford Cosworth DFV  | G     | 18             | Rupert Keegan      |
| Team Ensign                    | Ensign N177-Ford Cosworth DFV   | G     | 22             | Jacky Ickx         |
| Team Ensign                    | Ensign N177-Ford Cosworth DFV   | G     | Lamberto Leoni |                    |
| Olympus Cameras Hesketh Racing | Hesketh 308E-Ford Cosworth DFV  | G     | 24             | Divina Galica      |
| Olympus Cameras Hesketh Racing | Hesketh 308E-Ford Cosworth DFV  | G     | 38             | Derek Daly         |
| Team Villota                   | McLaren M23-Ford Cosworth DFV   | G     | 28             | Emilio de Villota  |
| BS Fabrication                 | McLaren M23-Ford Cosworth DFV   | G     | 30             | Brett Lunger       |
| Automobiles Martini            | Martini Mk23-Ford Cosworth DFV  | G     | 31             | René Arnoux        |
| Theodore Racing                | Theodore TR1-Ford Cosworth DFV  | G     | 32             | Keke Rosberg       |
| Melchester Racing              | McLaren M23-Ford Cosworth DFV   | G     | 40             | Tony Trimmer       |
| ATS Wheels Racing              | ATS HS1-Ford Cosworth DFV       | G     |                | Jochen Mass        |
| Team Merzario                  | Merzario A1-Ford Cosworth DFV   | G     |                | Arturo Merzario    |
|                                | March-Ford Cosworth DFV         | G     |                | Guy Edwards        |

## Qualifiche

### Resoconto
Le prove si disputarono con tempo sereno ma temperatura piuttosto bassa. Nella sessione del mattino il migliore fu Mario Andretti, che venne però battuto dal compagno di scuderia Ronnie Peterson e da Niki Lauda al pomeriggio. Ben otto piloti fecero segnare un tempo, in prova, più basso della pole ottenuta da James Hunt sul tracciato nel Gran Premio di Gran Bretagna 1977 in 1'18"61.

### Risultati
Nella sessione di qualifica si è avuta questa situazione:
| Pos | Nº | Pilota             | Costruttore              | Tempo   | Griglia |
| --- | -- | ------------------ | ------------------------ | ------- | ------- |
| 1   | 6  | Ronnie Peterson    | Lotus-Ford Cosworth      | 1'16"07 | 1       |
| 2   | 1  | Niki Lauda         | Brabham-Alfa Romeo       | 1'16"43 | NP      |
| 3   | 5  | Mario Andretti     | Lotus-Ford Cosworth      | 1'16"85 | 3       |
| 4   | 7  | James Hunt         | McLaren-Ford Cosworth    | 1'16"85 | 4       |
| 5   | 30 | Brett Lunger       | McLaren-Ford Cosworth    | 1'17"77 | 5       |
| 6   | 4  | Patrick Depailler  | Tyrrell-Ford Cosworth    | 1'17"98 | 6       |
| 7   | 16 | Hans-Joachim Stuck | Shadow-Ford Cosworth     | 1'18"15 | 7       |
| 8   | 14 | Emerson Fittipaldi | Fittipaldi-Ford Cosworth | 1'18"44 | 8       |
| 9   | 38 | Derek Daly         | Hesketh-Ford Cosworth    | 1'18"88 | 9       |
| 10  | 18 | Rupert Keegan      | Surtees-Ford Cosworth    | 1'18"96 | 10      |
| 11  | 32 | Keke Rosberg       | Theodore-Ford Cosworth   | 1'19"03 | 11      |
| 12  | 28 | Emilio de Villota  | McLaren-Ford Cosworth    | 1'19"36 | 12      |
| 13  | 22 | Jacky Ickx         | Ensign-Ford Cosworth     | 1'20"00 | 13      |
| 14  | 31 | René Arnoux        | Martini-Ford Cosworth    | 1'20"09 | NP      |
| 15  | 40 | Tony Trimmer       | McLaren-Ford Cosworth    | 1'20"43 | 15      |
| 16  | 17 | Clay Regazzoni     | Shadow-Ford Cosworth     | 1'20"63 | 16      |
| NQ  | 24 | Divina Galica      | Hesketh-Ford Cosworth    | 1'23"07 | 17      |

## Gara

### Resoconto
Le pessime condizioni atmosferiche costrinsero gli organizzatori a posticipare di un'ora e mezza l'avvio del gran premio. Non prese parte alla gara Niki Lauda che uscì di pista durante il giro di ricognizione e danneggiò la frizione della sua Brabham irreparabilmente. Anche Ronnie Peterson aveva danneggiato la sua vettura prima della gara, tanto da essere costretto a partire dalla corsia dei box, con la vettura di riserva. René Arnoux non prese parte alla gara per un problema tecnico alla sua vettura. Venne così ripescata Divina Galica.
Alla partenza il comando venne così preso da Mario Andretti, davanti a Hans-Joachim Stuck, mentre nelle retrovie sia James Hunt che Clay Regazzoni furono costretti al ritiro per delle uscite di pista. Andretti comandò la gara per soli tre giri, prima di essere costretto all'abbandono anche lui per un'uscita dal tracciato.
Stuck prese il comando fino a quando, al giro 14, venne penalizzato da problemi al motore. Passò così a condurre Derek Daly, alla sua prima esperienza in F1. Anche l'irlandese fu costretto all'errore dalla pioggia. Si trovò così in testa Keke Rosberg, seguito da Emerson Fittipaldi. Il brasiliano riuscì a portarsi vicino al pilota della Theodore Racing, ma senza riuscire a passarlo. Fu la prima vittoria in F1 per un pilota finlandese, anche se non titolata, e l'unica per la scuderia di Hong Kong, in quello che fu il suo esordio come costruttore.

### Risultati
I risultati del gran premio sono i seguenti:
| Pos | No | Pilota             | Team                     | Giri | Tempo/Ritiro          | Griglia |
| --- | -- | ------------------ | ------------------------ | ---- | --------------------- | ------- |
| 1   | 32 | Keke Rosberg       | Theodore-Ford Cosworth   | 40   | 1h12'49"02            | 11      |
| 2   | 15 | Emerson Fittipaldi | Fittipaldi-Ford Cosworth | 40   | +1"88                 | 8       |
| 3   | 40 | Tony Trimmer       | McLaren-Ford Cosworth    | 37   | + 3 giri              | 15      |
| 4   | 30 | Brett Lunger       | McLaren-Ford Cosworth    | 37   | + 3 giri              | 5       |
| 5   | 18 | Rupert Keegan      | Surtees-Ford Cosworth    | 31   | + 9 giri              | 10      |
| NC  | 16 | Hans-Joachim Stuck | Shadow-Ford Cosworth     | 25   | + 15 giri             | 7       |
| Rit | 38 | Derek Daly         | Hesketh-Ford Cosworth    | 12   | Incidente             | 9       |
| Rit | 24 | Divina Galica      | Hesketh-Ford Cosworth    | 11   | Incidente             | 17      |
| Rit | 28 | Emilio de Villota  | McLaren-Ford Cosworth    | 9    | Frizione              | 12      |
| Rit | 3  | Patrick Depailler  | Tyrrell-Ford Cosworth    | 4    | Incidente             | 6       |
| Rit | 5  | Mario Andretti     | Lotus-Ford Cosworth      | 2    | Incidente             | 3       |
| Rit | 6  | Ronnie Peterson    | Lotus-Ford Cosworth      | 2    | Incidente             | 1       |
| Rit | 22 | Jacky Ickx         | Ensign-Ford Cosworth     | 1    | Testacoda             | 13      |
| Rit | 39 | Clay Regazzoni     | Shadow-Ford Cosworth     | 0    | Testacoda             | 16      |
| Rit | 7  | James Hunt         | McLaren-Ford Cosworth    | 0    | Testacoda             | 4       |
| NP  | 1  | Niki Lauda         | Brabham-Alfa Romeo       |      | Incidente nelle prove | 1       |
| NP  | 31 | René Arnoux        | Martini-Ford Cosworth    |      | Pressione dell'olio   | 12      |
| NA  |    | Jochen Mass        | ATS-Ford Cosworth        |      |                       |         |
| NA  |    | Lamberto Leoni     | Ensign-Ford Cosworth     |      |                       |         |
| NA  |    | Arturo Merzario    | Merzario-Ford Cosworth   |      |                       |         |
| NA  |    | Guy Edwards        | March-Ford Cosworth      |      |                       |         |